# Регион (группа компаний)
«Регион» — российская частная инвестиционная группа компаний. Основана в 1995 году. Офис находится в Москве.

## История
Группа компаний была основана в 1995 году, когда была основана инвестиционная компания «Регион». С 2001 года занимается бизнесом по управлению активами.
В 2017 году компания приобрела негосударственный пенсионный фонд «Традиция», позднее — другие НПФ.
В 2018 году группа компаний приобрела 100 % акций страховой компании «Югория».
В 2020 году «Регион» приобрёл частичный контроль над Московским кредитным банком (МКБ).
В мае 2020 года «Регион» продал банки «Веста» и Руснарбанк МКБ. 
В 2021 году инвестиционная компания «Ленинградское адажио», входящая в ГК «Регион», приобрела НПФ «Сафмар».
В мае 2022 года входящий в ГК «Регион» Дальневосточный банк (ДВБ) попал в санкционный список SDN Минфина США в пакете с дополнительными санкциями в отношении Северной Кореи.

## Собственники и руководство
По состоянию на конец 2021 года 90 % акций принадлежит Сергею Сударикову, 10 % — Андрею Жуйкову. Председатель совета директоров — Сергей Менжинский.

## Доходы
По итогам третьего квартала 2021 года под управлением группы «Регион» находилось 1235 млрд руб., из них 806 млрд руб. пенсионных накоплений и 176 млрд руб. пенсионных резервов НПФ.
| Год                            | 2010 | 2011 | 2012 | 2013 | 2014 | 2015 | 2016 | 2017 | 2018 | 2019 | 2020  |
| Операционные доходы, млрд руб. | 1,6  | 2,4  | 2,5  | 4,0  | 7,2  | 9,2  | 11,7 | 10,1 | 18,0 | 29,0 | 18,98 |
| Активы, млрд руб.              | 27   | 42   | 44   | 79   | 109  | 142  | 528  | 844  | 859  | 615  | 669   |

## Деятельность
Ключевыми направлениями бизнеса группы компаний «Регион» являются управление активами, брокерское обслуживание, организация размещений на долговом рынке, банковская, страховая и лизинговая деятельность, а также депозитарное обслуживание.
В группу компаний входят брокерская компания «Регион», депозитарная компания «Регион», лизинговая компания «Регион Лизинг», страховая компания «Югория Жизнь», группа управляющих компаний и другие организации.
По состоянию на весну 2021 года группа компаний «Регион» контролировала негосударственные пенсионные фонды «Будущее», «Телеком-Союз», «Федерация», «Достойное будущее» (бывший «Сафмар»), МНПФ «Большой», а также «Оборонно-промышленный фонд им. В. В. Ливанова». В рамках идущего с 2019 года процесса консолидации активов концерна «Россиум» (НПФ «Эволюция» и НПФ «УГМК-Перспектива») и группы компаний «Регион» в 2021 году был запущен процесс объединения этих активов на базе НПФ «Эволюция». Однако в 2022 году было решено отказаться от указанного вида консолидации НПФ.
Брокерская компания «Регион», входящая в группу, в 2005 году вошла в тройку крупнейших компаний России по объёму операций на облигационном рынке, а в 2012 году стала крупнейшим оператором «Московской биржи» в режиме основных торгов и режиме переговорных сделок с облигациями. По итогам 2021 года брокерская компания вошла в ТОП-3 ведущих организаторов облигационных выпусков России в рэнкинге ИА Cbonds. По данным на конец 2021 года брокерская компания «Регион» являлась лидером среди операторов фондового рынка по объёму клиентских операций на Московской бирже.